# Смехов, Евсей Максимович
Евсе́й Макси́мович Сме́хов (2 августа 1898, Гомель, Могилёвская губерния — 11 февраля 1996, Санкт-Петербург) — советский учёный-нефтяник, заместитель директора ВНИГРИ, профессор, доктор наук.

## Биография
В 1915 году начал как рабочий завода в Петрограде.
С 1918 года по 1926 год служил в армии, по окончании службы поступил в Московский нефтяной институт. В 1932 году по окончании учёбы идет работать во Всесоюзный научно-исследовательский нефтяной геолого-разведочный институт, расположенный в Ленинграде.
В 1952 году удостоен Премии И. М. Губкина за работу «Геологическое строение острова Сахалина и его нефтегазоносность» В 1956 году включается в работу по новому направлению в нефтяной геологии — изучение трещинных коллекторов нефти и газа. Издает научные работы, получившие признание в международной научной среде. Разрабатывает методику подсчета запасов нефтяных месторождений, используемую для подсчета нефтяных запасов ряда стран. С 1970-х годов сосредотачивается на изучении карбонатных коллекторов.
Изучению нефтяной геологии посвятил более 60 лет, внес значительный вклад в изучении геологии СССР и ряда стран Социалистического лагеря. Опубликовал более 200 статей и 7 монографий.

## Награды
- орден Трудового Красного Знамени
- Орден «Знак Почёта»
- Орден Октябрьской Революции
- Орден Дружбы (КНР)
- Премия имени И. М. Губкина